# 1889 (numero)
Milleottocentottantanove (1889) è il numero naturale dopo il 1888 e prima del 1890.

## Proprietà matematiche
- È un numero dispari.
- È un numero primo.
  - È un numero primo di Sophie Germain.
  - È un numero primo di Chen.
- È un numero difettivo.
- È esprimibile in un solo modo come somma di due quadrati: 1889 = 1600 + 289 = 402 + 172.
- È un numero nontotiente in quanto dispari e diverso da 1.
- È un numero malvagio.
- È un numero intero privo di quadrati.
- È parte delle terne pitagoriche (1311, 1360, 1889), (1889, 1784160, 1784161).

## Astronomia
- 1889 Pakhmutova è un asteroide della fascia principale del sistema solare.

## Astronautica
- Cosmos 1889 è un satellite artificiale russo.